# 王傑 (北朝)
王（515年—579年），一作桀，原名文達，金城郡直城縣（今陝西省石泉縣）人，北魏、西魏、北周官员。

## 生平
王傑的高祖王万国是北魏的伏波将军、燕州刺史，父亲王巢是龙骧将军、榆中镇将。
王杰年少时有豪壮的志愿，经常自信可以取得功名，他善于骑马射箭，有体力。魏孝武帝初年，王杰以子都督为起家官，后来跟随魏孝武帝西迁关中，获赐爵都昌县子。宇文泰赞赏王杰的才能，提拔王杰出任扬烈将军、羽林监，王杰不久又出任都督。宇文泰曾经对将军们说：“王文达有万夫不当之勇，只是担心他的勇敢果断太过分了。”西魏收复洛阳、攻破沙苑、争夺河桥、大战邙山，王杰都以勇敢而闻名。邙山之战中西魏大军失败，各位将军都没有战功，只有王杰和耿令贵、王胡仁努力奋战，都有特殊的功劳。宇文泰于是赏赐三人布帛二千匹，让三人自己去分。西魏回军后，王杰等三人都拜官上等州的刺史，拟定将雍州、岐州、北雍州三州授予三人，但是三州优劣差别很大，就让三人抽签定选。结果王胡仁得到雍州，王文达得到岐州，耿令贵得到北雍州。宇文泰赐王胡仁名勇，赐耿令贵名豪，赐王文达名杰，以表彰他们的功劳。朝廷对王杰的亲近优待一天天的隆重，对他的赏赐多于同辈人，又赐姓宇文氏。王杰出任岐州刺史，加抚军将军、银青光禄大夫，进爵为都昌县公，食邑八百户。王杰又屡次升任大都督、车骑大将军、仪同三司、侍中、骠骑大将军、开府仪同三司。大统十七年（551年），大将军达奚武前去征讨固守南郑的南梁宜丰侯萧循，南梁武陵王萧纪派遣将领率领军队一万多人救援萧循，达奚武命令行台杨宽统领开府王杰、贺兰愿德等人半路截击梁军。魏军到达白马，与杨乾运交战，大败梁军，俘获和杀死梁军几千人。
魏恭帝元年（554年），王杰跟随于谨围攻江陵。当时江陵营寨内有人善于用长矛，西魏的战士将要登城的都被此人用长矛刺死。于谨命令王杰射箭，敌人随着王杰拉弓弦的声音而死去。西魏登城的战士于是进入，后续部队接着进入，攻克了江陵。于谨高兴地说：“我的大事得以成功，取决于您这一箭。”
周孝闵帝登基，王杰进爵为张掖郡公，增加食邑一千户，外任河州刺史。朝廷因为王杰功高威望大，所以任命他为故乡的刺史。保定年间，王杰进位大将军。保定三年（564年），周武帝诏令王杰与隋国公杨忠从沙漠以北进攻北齐。当时军粮已经很少，北周的将军们都很担心，但又想不出好的计策。杨忠说：“应当随机应变来成就大事。”杨忠于是招集诱导稽胡的首领们，命令他们全部在座，又派出王杰整肃军容，擂鼓前来。杨忠假装感到奇怪的询问王杰，王杰说：“大冢宰宇文护已经平定了洛阳，天子听说银州、夏州之间的胡人扰乱，所以让我到您这里前往讨伐他们。”杨忠又命令突厥使者飞马来报告说：“可汗已经再度进入并州，留下兵马十多万人在长城下，因而派遣我来问您。如果有稽胡不服，想要和您一起来击败他们。”在座的稽胡首领都很害怕，杨忠安慰劝谕了他们。于是稽胡相继归顺，运送给杨忠的粮食堆积如山。杨忠率领的周军到达并州后而返回。天和二年（567年），陈国公宇文纯等人认为阿史那皇后将要从突厥入塞，请周武帝诏令陕州刺史尉迟纲与王杰率领众人到边境迎接护卫。天和四年（569）十二月，北周派遣将领围困洛阳，断绝北齐守军的运粮道路。天和五年（570年）正月，齐后主诏令太傅斛律光率领步兵骑兵三万人前往讨伐周军。齐军抵达定陇后，王杰、中州刺史梁士彦、开府司水大夫梁景兴等人驻扎在鹿卢交的道路上，斛律光披甲执矛，身先士卒冲入周军，兵刃相交后王杰的部下溃散，被斩首二千多级。斛律光又推进到宜阳，与齐国公宇文宪、申国公李穆相持了一百多天。斛律光修筑统关、丰化二城，以打通宜阳的道路。斛律光率军撤退抵达安邺，宇文宪等人率领军队号称五万人紧随其后。斛律光派出骑兵反击，周军溃败，开府宇文英、都督越勤世良、韩延等人被俘虏，被斩首三百多。宇文宪又命令王杰、大将军中部公梁台与梁景兴、梁士彦等人率领步兵骑兵三万人在鹿卢交截断要路。斛律光与韩贵孙、呼延族、王显等将领合击，大败周军，梁景兴被斩首，又俘获了周军一千多匹马。天和三年（568年），王杰出任宜州刺史，增加食邑总计三千六百户。天和六年（571年），王杰跟随齐国公宇文宪东进抵抗斛律光，于当年正月丁卯（571年2月28日）进位柱国。建德元年四月己卯（572年5月5日），王杰出任泾州总管。
王杰年轻时就投身军旅，虽然不熟悉政务，但所经历的州府都以忠恕之道行政，因此很受百姓爱戴。周宣帝即位，王杰在宣政元年九月丁酉（578年10月19日）加上柱国。大象元年（579年），王杰去世，虚龄六十五，朝廷赠予太师、河鄯邓延洮宕翼七州诸军事、河州刺史，追封鄂国公，谥号威。儿子王孝仙在大象末年官至开府仪同大将军。

## 評價
- 《北史·列傳五十四·王傑傳》載宇文泰語：「王文達萬人敵也，但恐勇決太過耳。」
- 《北史·列傳五十四》評論：「王傑、王勇、宇文虯、耿豪、高琳、李和、伊婁穆、侯植等咸以果毅之姿，効節擾攘之際，各能屠堅覆銳，自致其功，高爵厚位，固其宜也。仲尼稱『無求備於一人』，信矣。」
- 《周書·列傳二十一》評論：「王傑、王勇、宇文虬之徒，咸以果毅之姿，效節於擾攘之際，終能屠堅覆銳立禦侮之功，裂膏壤，據勢位，固其宜也。仲尼稱『無求備於一人』，信矣。」

## 家庭

### 子女
- 王孝仙，隋朝左威卫将军、上开府仪同三司、使持节、恒州诸军事、恒州刺史、鄂国公[25]
- 王孝英，寿州掾

## 延伸阅读
[在维基数据编辑]
 《周書·卷29》，出自令狐德棻《周書》
 《北史·卷066》，出自李延壽《北史》